# قاي نيومان (لاعب كرة الماء)
قاي نيومان (بالإنجليزية: Guy Newman)‏ هو لاعب كرة الماء أسترالي، ولد في 25 مارس 1969.

## وصلات خارجية
- قاي نيومان على موقع أوليمبيديا (الإنجليزية)